# 元愿平
元愿平（5世紀？—520年代？），河南郡洛阳县（今河南省洛阳市东）人，追尊魏景穆帝拓跋晃之孙，征北大将军、太傅、领大司马、安定靖王拓跋休之子，北魏宗室、官员。

## 生平
元愿平冷酷狂妄没有操行，在魏孝文帝元宏末年被任命为员外郎。魏宣武帝元恪初年，升任给事中。元愿平狂悖邪恶日益严重，杀人抢劫，成为官府和百姓的祸患。魏宣武帝因为元愿平是宗室近亲，不忍心以法律处置他，就免去他的官职，囚禁在单独的客馆。馆名愁思堂，希望元愿平能反省。魏宣武帝去世后，元愿平才得以出客馆。灵太后临朝听政时，因为元愿平残暴作乱不改正，下诏说：“元愿平志向品行轻浮粗率，经常违背法典，可以回到客馆，依照从前禁锢起来。”很久以后，元愿平解除禁锢回家，交给师傅严加教诲。元愿平后出任通直散骑常侍、前将军，因为在子女面前脱光夫人王氏的衣服而被定罪，他又在岳母旁边奸污夫人的妹妹。御史中丞侯刚判定元愿平没有人道，判处死刑，用绞刑，遇到大赦免死，贬为员外常侍。孝昌年间，元愿平去世。

## 家庭

### 兄弟
- 元安
- 元燮，北魏征虏将军、豳州刺史、安定恭王
- 元永平，北魏征虏将军、南州刺史
- 元珍平，北魏司州治中
- 元贵平，北魏骠骑大将军、开府仪同三司、青州刺史、东莱王

### 夫人
- 乐浪王氏，后燕仪同三司、武邑公王波六世孙女，北魏幽营二州刺史、广阳靖侯王道岷第三女，冀齐二州刺史、燕郡康公昌黎韩麒麟外孙女[3]

### 儿子
- 元绪，北魏持节、兼武卫将军、关右慰劳十二州大使